# Roanne (Belgique)
Ne doit pas être confondu avec Roanne.
Roanne est un hameau belge de la Région wallonne situé en province de Liège dans la commune de Stoumont.
Avant la fusion des communes, ce hameau faisait partie de la commune de La Gleize.

## Situation
Situé en rive gauche et le versant nord (ubac) du Roannay, Roanne se situe entre les hameaux de Moulin du Ruy (en amont) et de Roanne-Coo (en aval). 

## Description
Ce hameau des Ardennes liégeoises comprend une bonne vingtaine d'habitations étalées sur deux niveaux. Parmi les constructions les plus anciennes, quelques fermettes comportent des colombages.